# Urutawa Conservation Area
Das Urutawa Conservation Area ist ein unter Naturschutz stehendes Gebiet in der Region Bay of Plenty auf der Nordinsel von Neuseeland. Das Areal untersteht dem Department of Conservation.

## Geographie
Das rund 5,5 km lange und bis zu 2,5 km breite Areal dehnt sich längs des Pakihi Streams in eine Nordnordwest-Südsüdost-Richtung aus und befindet sich rund 20 km südöstlich der Distriktverwaltungsstadt Ōpōtiki, die im östlichen Teil der Bay of Plenty zu finden ist. Rund 20 km westlich des Conservation Areas verläuft der New Zealand State Highway 2 von Norden von Ōpōtiki kommend in südliche Richtung.

## Pakihi Track
Der 1905 geschaffene Pakihi Track, der auf der nördlichen Seite von Ōpōtiki im Nordwesten aus und von Süden von Motu aus von jeweils einer Straße aus zugänglich ist, führt im nördlichen Teil entlang des Pakihi Streams und über die Pakihi Hut und im südlichen Teil quer durch das Schutzgebiet.
Der Wanderweg, der erst im Dezember 2010 weiter ausgebaut und auf ihm dabei 25 neue Brücken errichtet wurden, zieht jährlich rund 3000 Wanderer und Mountainbikefahrer an.